# Raíces de Castilla
La mancomunidad de raíces de Castilla es un conjunto de tres municipios de la provincia de Burgos, formado por Oña, Frías y Poza de la Sal.

## Historia
El término fue acuñado en el año 1998 con el objetivo de promocionarlo turísticamente. Los tres municipios se encuentran muy cercanos geográficamente, lo que facilita su visita.

## Lugares de interés
Además de los propios municipios, destacan los siguientes elementos:
- Monasterio de San Salvador de Oña.
- Salinas de Poza de la Sal.
- Cascadas de Tobera.
- Castillo de Frías.